# 天馬座 星矢
天馬座 星矢（日语：／），是車田正美所畫的漫畫《聖鬥士星矢》及改編的動畫中登場的虛構人物。

## 個人基本概述
- 階級：青銅聖鬥士（13歲） (銀河擂台篇～冥王黑帝斯全篇)、黃金聖鬥士 （26歲～40歲+）(聖鬥士星矢Ω)
- 守護星座：天馬座、射手座(聖鬥士星矢Ω)
- 年齡：13歲 (銀河擂台篇～冥王黑帝斯全篇)、26歲 (聖鬥士星矢Ω篇)[1]
- 身高：165 cm（13歲）
- 體重：53 kg（13歲）
- 生日：1973年12月1日
- 星座：射手座
- 血型：B型
- 出生地：日本
- 修行地：希臘・聖域
- 得意技：天馬流星拳、天馬彗星拳、天馬迴旋碎擊拳、原子閃電光速拳(聖鬥士星矢Ω)、宇宙星辰箭(聖鬥士星矢Ω)
- 登場：聖鬥士星矢全篇含OVA (主人公)、聖鬥士星矢Ω篇 (传说中的黄金圣斗士)
- 日本配音員：古谷徹 (銀河擂台篇～冥王黑帝斯十二宮篇、聖鬥士星矢Ω)、森田成一 (冥王黑帝斯冥界篇前章～冥王黑帝斯極樂世界篇)、江森浩子 (幼少期)
- 台灣配音員：魏伯勤、何志威【劇場版—邪神艾莉絲（版本不明）】、林谷珍【Ω：ep.29起】、吳東原【黃金魂】、李世揚【聖鬥士星矢3D、Netflix Animax—黃道十二宮戰士】／魏晶琦〈幼年〉
- 香港配音員：馮錦堂【初代、劇場版公映—真紅少年傳說】→梁偉德【冥王篇、Ω、聖鬥少女翔】、劉昭文【冥王篇影碟版本】、張振熙【劇場版—聖域傳說】／林元春【初代】、莊巧兒【劇場版—聖域傳說】〈幼年〉

## 人物概述
星矢在幼年時和唯一的姊姊星華在孤兒院・星之學園共同生活，當時城戶財團的創辦人城戶光政為了訓練日後保護雅典娜(日後的城戶沙织)的聖鬥士，因此星矢被迫與自己的親姊姊分開被送往希臘聖域修行取得聖衣回來日本，參加往後的銀河擂台賽。星矢在7歲時被送往聖域並在白銀聖鬥士・天鷹座的魔鈴下面做六年極為嚴酷艱辛的修行。在十三歲時與同樣為天馬座的後補卡西歐士爭奪天馬座的青銅聖衣，順利的在教皇及所有的黃金聖鬥士見證下取得天馬座的青銅聖衣。
星矢從聖域返回後，立刻就參加了城戶光政所舉辦的銀河擂台賽並且得知姐姐星華失蹤的消息。起初星矢想跟城戶家座為切斷關係，
在暗黑聖鬥士及白銀聖鬥士不斷的連戰之後，但他在得知城戶沙織的真實身分是雅典娜後，以及聖域所存在的危機之後，星矢决心与沙織共同进退，一起战斗。
不管敵人再怎麼強大，星矢都會為了沙織願意犧牲生命拯救。再接連著擊倒想要霸占世界的神鬥士、海鬥士等強敵之後之後，最終在與冥王黑帝斯決戰時，在黑帝斯即将要取雅典娜性命的关键时刻，星矢从光罩中冲出来拯救雅典娜被黑帝斯的劍刺中胸口面臨瀕死狀態。而从黑帝斯口中：星矢是在希臘神話時代中唯一以捨命的代價打伤过黑帝斯真身的初代天馬座聖鬥士「羅德里奧」的轉世（「羅德里奧」是七百年前跟隨雅典娜身旁、作為初代天馬座聖鬥士的人類，雅典娜的信徒們為了尋求庇護，他們在聖域外圍建立起祭祀雅典娜的神殿和城邦也為了弔念初代天馬座的英勇犧牲而建立村莊而其命名，而羅德里奧的靈魂會轉世，跟著雅典娜共同對抗無數的敵人）。在聖鬥士星矢 THE LOST CANVAS 冥王神話中，根據處女座 阿思密達和時刻之神 卡伊諾斯（天魁星 梅菲斯特 杳馬、时间之神柯罗诺斯的弟弟）提及天馬座聖鬥士的靈魂具有弒神之力，自神話時代而來，多次天馬座聖鬥士的靈魂總是會轉生在雅典娜的身旁。因此被放逐的神明卡伊洛斯企圖利用天馬座聖鬥士向天界進行復仇計畫的工具並且消除星矢一行人在二百多年後出現的「未來」。

## 本篇結束後之後續
在本篇結束後，2004年的劇場版聖鬥士星矢 天界篇 序奏～overture～中，雅典娜照顧身受重傷的星矢，但出現為了對付之前多次对抗神灵的星矢而前来行刺他的天鬥士，因此雅典娜自願跟隨她的姊姊月神阿緹米思去頂替所有的人類接受神明的懲處。星矢從而在身體虛弱的劣勢中憑意志奮力擊倒天鬥士後重遇雅典娜，雅典娜幫星矢解除與黑帝斯之戰時所承受的詛咒繼而與阿緹米思正面交鋒，但卻出現雅典娜及阿緹米思之胞兄——太陽神阿波羅，星矢爆發盡全身小宇宙只傷到阿波羅的臉上。在阿波罗和星矢的战斗的最后两个镜头结束之后荧幕一片漆黑，荧幕上出现一个问题：圣斗士的小宇宙可以战胜神吗？影片最后一幕是雅典娜与星矢重新相遇的画面卻失去记忆（应该是被阿波罗消除雅典娜与星矢的记忆作为他們多次与神对抗的惩處）。
在《圣斗士星矢 NEXT DIMENSION 冥王神话》中，在与冥王哈迪斯的激战中，星矢被黑帝斯之剑給刺中胸口后一直处于昏迷状态，由于黑帝斯的怨念化成“无明之剑”（Invisible Sword）依然刺在星矢的胸口上，而且生只剩下三天上命危在旦夕。促使雅典娜不得不返回上代聖戰中摧毀上代冥王的黑帝斯之剑。最終話中被消除無明之劍後甦醒，向阿波羅土下座，被消除作為聖鬥士的記憶。
在『聖鬥士星矢Ω』中，被新的天馬座聖鬥士的主人公光牙和他的同伴們稱做「傳說中的聖鬥士・星矢」，在『聖鬥士星矢Ω』中成為射手座黃金聖鬥士亦曾在多次危機中拯救雅典娜，於13集中留下托付於光牙一行人後失去蹤影。在49話中的預告似乎有一些關於星矢的失蹤真相。

## 聖衣
天馬座的聖衣
在希臘・聖域修行時，在競爭中戰勝與同樣天馬座的候補卡西歐士，得到教皇的認同取得天馬座聖鬥士的稱號及聖衣。圖像為展翅的白馬——天馬。初期只重視其機動性，穿起來輕盈，分為頭飾、肩、臂、帶（腰）、膝，是聖衣中的最低裝備、胸的部分是擋住心臟部分。
在黄金聖鬥士牡羊座的穆修復之後，與初期相比更加堅固，防禦能力也增加不少。
在冥王篇中，身為教皇的牡羊座黃金聖鬥士希歐，利用雅典娜的血令聖衣復活，在『冥王黑帝斯極樂世界篇』與司掌『死亡』之神——達拿都斯的戰鬥中，幾度戰敗時，星矢的心聆聽到了同伴的聲援後，燃燒強大小宇宙，另接受過雅典娜的血洗禮的聖衣復活，變成天馬座的『神聖衣』。但是神聖衣在2004年的劇場版天界篇序奏中，及由車田正美新製作的冥王神話，神聖衣又變成普通的聖衣，是因為神之血的力量已經用盡，因此神聖衣再次沉睡。
射手座的聖衣
位於所有聖鬥士頂點的黃金聖衣，是十二件黃金中的其中一件，在聖鬥士星矢Ω篇之前射手座的黃金聖衣持有人為艾奧羅斯，在聖鬥士星矢Ω篇持有人為星矢，但在聖鬥士星矢Ω篇射手座黃金聖衣和當年的樣子有很大的差別，原因是戰神瑪爾斯來襲時，星矢等人一同迎戰瑪爾斯。正當戰鬥即將決出勝負時，一顆隕石從天而降，破碎的隕石和聖衣融合，令聖衣變成了聖衣石的新形態，聖鬥士們的小宇宙也擁有了屬性而獲得新的力量。

## 必殺技
天馬流星拳（PEGASUS METEOR FIST）
星矢的代表必殺技。由天馬座的13顆星所描繪構成出來的軌跡，每秒鐘可以發出數百拳的超越音速的拳法。
星矢的小宇宙燃燒的程度越高拳數也越快、到達極限時可以超過光速。
類似的拳技，在一瞬間內數十發到數百發，用踢的踢出來的類似流星拳的技巧，在銀河擂台賽中與大熊座－檄及在冥界中與天哭星的鳥身女妖－巴連達因的戰鬥中使用過。
天馬彗星拳（PEGASUS COMET FIST）
星矢必殺技中最大的拳技。是天馬流星拳的升級加強版，將天馬流星拳分散的全集中在一點打出，攻擊力相當高。
在與白銀聖鬥士中的蜥蜴座蜥蜴座－密斯狄對戰時，就用了天馬彗星拳破了密斯狄的防御壁。
集中於一點對戰時威力是流星拳將近百倍。
真・天馬彗星拳 (SHIN・PEGASUS COMET FIST)
PS3對戰格鬥遊戲:聖鬥士星矢Brave Soldiers中穿上天馬座神聖衣的星矢的最大奧義
天馬迴旋碎擊（PEGASUS ROLLING CRUSH）
從背面抓著敵人衝上半空，從高空以高速向下旋轉的方式，重重摔撞粉碎對手的大技
原子闪电光速拳（ATOMIC THUNDER BOLT）
从先代射手座艾奥洛斯继承的奧義，集中巨大的閃電波動然後打出，速度在光速之上。
宇宙星辰箭 （COSMIC STAR ARROW）
穿上射手座聖衣的星矢繼承的絕招，以黃金聖弓將箭矢射出。星矢曾以此招擊敗海皇波賽頓。